# Червеногръда зидарка
Червеногръда зидарка (Sitta canadensis) е вид птица от семейство Зидаркови.

## Разпространение
Видът е разпространен в Канада, Мексико, Сен Пиер и Микелон и САЩ.